# 楊丞琳
楊 丞琳（ヤン・チェンリン、レイニー・ヤン、英: Rainie Yang、1984年〈民国73年〉6月4日 - ）は香港、中国大陸などの中国語圏芸能界で活動する台湾出身の女性歌手、女優。広東省をルーツに持つ外省人2世である。
近年は日本の台流（華流）専門誌以外の一般誌にも露出しつつある。
身長162cm、体重42kg。華岡藝校戲劇科を卒業。配偶者は李栄浩（リー・ロンハオ）。同級生は、小鬼、許瑋甯（ティファニー・シュー）、夏于喬（キミ・シア）。

## 来歴
台北市生まれ。華岡芸術学校中退後、2000年にアイドルグループ「4 in Love」としてデビュー。この時代に英名「Rainie」が付けられた（4 in Loveの4人にはそれぞれSunnie、Windie、Cloudie、Rainieと気象に関連する英名が付けられていた）。その後、『流星花園』『あすなろ白書』などのドラマ出演で女優としても活動した。
2005年にアルバム『曖昧』をリリースしてソロデビュー、アジアで３０万枚を超えるセールスを達成。抜群の歌唱力で歌手としての地位も確立させ、その後も「遇上愛/Meeting Love」、「任意門/どこでもドア」と２枚のアルバムをリリース。
2006年に2枚目のアルバム『遇上愛』をリリースした。また、日本の人気ガールズバンドZONEの楽曲『TRUE BLUE』もカバーした。2005年4月、2006年3月に公式に来日し、流暢な日本語を披露した。
2006年6月の金曲奨では嵐の松本潤とともにプレゼンターとして登壇し、「レイニーさんは日本語が達者で、舞台裏でのネタ合わせが非常にうまくいったので助かりました」と松本に語らしめた。
2007年に3枚目のアルバム『任意門』をリリースした（日本盤は2008年3月19日発売）。出演ドラマが日本でも放送されたことや、後述する番組での発言による騒動などで、日本国内での知名度を上げている。
2008年4月22日、ドラマ『不良笑花』（笑うハナに恋きたる）の撮影中に、階段から転落して負傷するという事故が起きた。すぐさま淡水馬偕病院に搬送され、脊髄挫傷と診断された。
2009年11月8日、東京国際フォーラム（東京・千代田区）で開催された「PAXMUSICA 2009 〜Asian Pops Platinum Live〜」の舞台上で、2010年に日本語歌詞のCDを発売し、日本に本格進出することを表明、1月27日に『曖昧』の日本語ヴァージョンをリリースした。
2010年4月24日、台北アリーナにて、自身初となる大型コンサート「異想天開」を行った。2010年10月22日、ドラマ『海派甜心』（僕のSweet Devil）にて金鐘奨の最優秀主演女優賞を獲得した。
2012年4月15日、日本橋三井ホールにて、日本では初となるソロイベント「“Rainie Live & Fan Meeting 2012”」を行った。
2017年12月15日と12月16日、台北アリーナにて、コンサート「青春住了誰世界巡迴演唱會」を行った。
2019年4月20日、品川インターシティホールにて、「“Rainie Yang Fan Meeting 2019 in 東京”」を行った。

## 人物
中国語、英語、日本語、広東語、台湾語を話すことができる。
ガーリーでキュートなルックスとバラエティ番組などでヘン顔をして見せるなどの垢抜けたキャラクターから「可愛教主（かわいい教主）」として、若い女の子のファッションリーダー的存在。持ちネタに「装可愛（かわいい子ぶる）」というものがあり、特に「可以嗎（いいでしょ?）」というフレーズで装可愛を行うのが定番。座右の銘は、「努力不一定會成功、但不努力一定不會成功（努力しても成功するとは限らないが、努力しなければ絶対に成功しない」）。
安室奈美恵や宇多田ヒカル、V6の三宅健のファンだと公言する大の日本好き。本人曰くプライベートでもよく来日しているようで、哈日族で有名な台湾芸能人の代表格である。2005年・2006年に公式に来日した際は流暢な日本語でMCをこなし、コンサートで時々日本語を話したり、テレビ番組で日本語の歌を披露した。
- 愛犬の名前はミニチュア・シュナウザーのYumi[8]。
- 芸能人になっていなかったら幼稚園の先生か、ヘアーメイクになりたかったらしい[9]。
- デビュー前から、事業に失敗した父親の負債500万台湾元（約1,400〜1,500万円）を抱えていたが、2011年までに大体返済し終わったとのこと。しかし、そのせいもあってか、現在もプライベートでは倹約生活が板に着いている。冷房費節約のため、夏の熱い夜には母親や姉と同じ一部屋で眠り、又、普段身に着けている下着も「お母さんが、夜市で100元（約300円）で買ってきたものを、そのまま穿いているの」と、笑顔で記者に語っている。[10]

2019年7月11日、中国の男性歌手李栄浩が中国版ツイッターで、交際中の歌手で女優レイニー・ヤン（楊丞琳）へのプロポーズに成功したことを発表した。
34歳の誕生日を迎えたリー・ロンハオは11日午前、レイニー・ヤンとのツーショット写真を中国版ツイッターに掲載し、「今日は34歳の誕生日であり、プロポーズ記念日。OKしてくれてありがとう」とのメッセージに「#楊丞琳」のハッシュタグをつけて投稿。同日午後、今度はレイニー・ヤンが中国版ツイッターでこの投稿をシェアし、「みんなの祝福を私たちは受け取りました。ありがとう」と短いメッセージを添え、プロポーズを受け入れたことを明かしている。
2022年8月2日、ナンシー・ペロシアメリカ合衆国下院議長の台湾訪問に中国が反発するなか、微博で「中国は1つだけ」というハッシュタグを付け、「一つの中国」への支持を表明した。

## 騒動
2003年、自身が司会の一人であった台湾の人気テレビ番組「我猜我猜我猜猜猜」（香港のフェニックステレビを介して中国でも放送されている）で、主司会者の呉宗憲から日中戦争の期間を問われ、「11年」と答えた。しかも司会者からの「8年です」の指摘に「たった8年?」と返した。更に「中国人はダサい」「私の前世は絶対に日本人」と発言するなどしたことから、インターネット上で中国の一部視聴者らから過度とも言えるバッシングを受けた。
普段から中国人からの不満が背景にあることもあり、2007年4月に中国でこの件について謝罪会見を行い、「歴史についてあまりに無知でした」と目に涙を浮かべ謝罪し「自分は生粋の中国人です」と発言した。4年経っての異例の謝罪だったが、新作映画公開に合わせての会見、また数年も経っているためこの発言を知らなかった者もおり、新たな批判が巻き起こる結果となった
上記の騒動が日本の新聞やワイドショーで報道され、日本での知名度が上昇した。

## 音楽作品

### 4 in Love

#### オリジナルアルバム
- Fall In Love（2000年11月27日 / BMG）
- 誰怕誰（2001年7月19日 / BMG）

### ソロ

#### シングル
- 曖昧（日本語版）（2010年1月27日 / ソニー・ミュージックエンタテインメント）

#### オリジナルアルバム
- 曖昧（2005年9月9日 /2005年12月21日 / Sony BMG/ソニー・ミュージックエンタテインメント）
- 遇上愛（2006年3月17日 /2006年5月24日 / Sony BMG/ソニー・ミュージックエンタテインメント）
- 任意門（2007年9月7日 /2008年3月19日 / Sony BMG/ソニー・ミュージックエンタテインメント）
- 半熟宣言（2008年11月7日 /日本未発売 / Sony Music/ソニー・ミュージックエンタテインメント）
- Rainie & Love...? 雨愛（2010年1月1日 /2010年3月24日 / Sony BMG/ソニー・ミュージックエンタテインメント）
- 仰望（2011年7月29日 /日本未発売 / Sony Music/ソニー・ミュージックエンタテインメント）
- 想幸福的人（2012年8月17日 /日本未発売 / Sony Music/ソニー・ミュージックエンタテインメント）
- 天使之翼（2013年8月23日 /日本未発売 / Sony Music/ソニー・ミュージックエンタテインメント）
- 雙丞戲　(2014年11月22日 /日本未発売/ Universal EMI）
- 年輪說　(2016年9月30日 /日本未発売/ Universal EMI）
- 刪·拾 以後　(2019年11月27日 /日本未発売/ Universal EMI）
- LIKE A STAR　(2020年11月5日 /日本未発売/ Universal EMI）

#### ベストアルバム
- 異想天開(新歌+精選)（2010年4月23日 /日本未発売 / Sony BMG/ソニー・ミュージックエンタテインメント）
- 再見 青春 極精選（2017年12月12日 /日本未発売 / Sony Music/ソニー・ミュージックエンタテインメント）

#### DVD
- 十年有丞 異想天開Live DVD（2011年1月28日 /日本未発売 / Sony Music/ソニー・ミュージックエンタテインメント）

## 出演作品

### ドラマ
- 流星花園〜花より男子〜（2001年）- 松岡優紀（シャオヨウ） 役 「花より男子」の台湾版
- 流星雨（2001年）流星花園の続編
- 陽光果凍（2001年）- 小優 役
- あすなろ白書（愛情白皮書）（2002年）- ユアン・チェンメイ（園田なるみ） 役 「あすなろ白書」の台湾版リメイク
- 花香番外篇（2002年）
- 粉紅教父小甜甜（2002年）- 包小婷 役
- 原味の夏天（原味的夏天）（2003年）- 楊盼盼（ヤン・パンパン） 役
- 極速傳説・The Legend of Speed（2004年）- ジューレット 役
- 天空之城（2004年）- 陸彬燕（ルー・ピンイェン） 役
- チャイニーズ・ゴースト・ストーリー（2004年）(香港)
- 候鳥e人・Love Bird（2004年）- 江丁韓 役
- 聊斋系列之阿宝篇（2004年）- 趙阿宝 役
- 悪魔で候（惡魔在身邊）（2005年）- 齊悦 役 原作は日本のコミック「悪魔で候」
- 天使のラブクーポン（換換愛）（2007年）- 童嘉蒂（ジャディ） 役
- 笑うハナに恋きたる（不良笑花）（2008年） - 蔣小花（ハナ） 役
- モモのお宅の王子さま（愛就宅一起）（2009年）- 陳默默（モモ） 役
- 僕のSweet Devil（海派甜心）（2009年）- 陳寶茱（チェン・バオヂュー） 役
- 最後はキミを好きになる!（醉後決定愛上你）（2011年）- 林曉如（リン・シャオルー） 役
- 陽光天使（2011年）- 陽光 役
- 一見不鍾情（2014年）- 費洛洛 役
- 滾石愛情故事-愛情（2016年）- 陳麗心 役
- 恋の始まり 夢の終わり（植劇場-荼靡）（2016年）- 鄭如薇（ジェン・ルーウェイ） 役
- 私の隣に元カレ（前男友不是人）（2018年）- 黎親愛（リー・チンアイ） 役

### 映画
- 初戀嗱喳麵（香港）（2001年）
- Tattoo -刺青（2007年）- 小緑 役
- CHILD'S EYE【チャイルズ・アイ】（BS放映題）（2010年）- レイニー 役
- オーロラの愛（2014年）- 王亞曦 役
- 紅い服の少女 第二章 真実（2017年）- 李淑芬 役

## 中国語圏での出演CM/イメージキャラクター
- セブンイレブン
- Juice Art（アクセサリー・ジュエリー）
- マクドナルド
- ヨープレイト（ヨーグルト）
- CIBA Vision（コンタクトレンズ）
- ガマニア社（Gamania）のオンラインゲーム「Atlantica」
- サントリー CCレモン
- オリンパス
- FamilyMart全家便利商店
- 專科 Perfect Whip（2016年）
- 久光製薬 撒隆巴斯「サロンパス」　(2019年～)
- PAZZO[15]（2020年）
- HH Herb&Health[16]（2021年）
- SEIKO Lukia[17]（2021年）
- Playbest Limited 三國殺名將傳-威力加強版（ロールプレイングゲーム）[18]（2021年）

その他多数